# We Are the Fallen
We are the Fallen est un groupe américain de hard rock, originaire de Los Angeles, en Californie. Il est formé en 2009 par trois anciens membres du groupe Evanescence ; Ben Moody (guitare), Rocky Gray (batterie), John LeCompt (guitare).

## Historique

### Formation et débuts (2009–2011)
La chanteuse choisie pour ce groupe est la finaliste de la saison 7 d'American Idol, Carly Smithson, et le bassiste se nomme Marty O'Brien. Le nom du groupe est une allusion à l'album Fallen (2003) d'Evanescence.
Leur 1er single Bury Me Alive, paru fin juin 2009, ressemble beaucoup aux titres de Fallen (1er album d'Evanescence), à la consonance beaucoup plus rock que The Open Door. We Are the Fallen lance officiellement son site web le 22 juin 2009. Les fans peuvent ainsi s'enregistrer et télécharger gratuitement le morceau Bury Me Alive. Seuls les 100 000 premiers enregistrés peuvent bénéficier du téléchargement.
We Are the Fallen joue une tournée américaine de 28 dates, avec le groupe finlandais HIM à New York le 9 mai 2010. Leur premier concert se tient au King's College de Londres devant 200 personnes le 23 mars 2010,. Après leur tournée avec HIM, le groupe entame une tournée américaine et européenne de 14 dates. Le groupe joue aussi au Download Festival de Donington en 2010. We Are the Fallen joue au concert Cirque des damnés à l'Avalon Theater d'Hollywood, en Californie, le 22 janvier 2011. Un DVD et album live album de l'émission sont annoncés plus tard dans l'année.
Leur premier album, Tear the World Down, est publié le 10 mai 2010 au Royaume-Uni, le 11 mai 2010 aux États-Unis où il débute 33e du Billboard 200. Ben Moody révèle sur Facebook que le groupe a été renvoyé d'Universal Republic le 27 mai 2011.

### Post-Universal Republic
Le groupe publie en janvier 2012, la version numérique du concert Cirque des damnés de l'année précédente. Ils annoncent aussi la sortie de deux EP. Le 20 mai 2012, le guitariste Ben Moody publie une vidéo sur YouTube qui le montre lui et Carly Smithson annonçant l'avenir du groupe. Ils annoncent que le guitariste John LeCompt et le batteur Rocky Gray écrivent des morceaux.

## Membres
- Rocky Gray – batterie
- John LeCompt – guitare rythmique
- Ben Moody – guitare
- Marty O'Brien – basse
- Carly Smithson – chant

## Discographie

### Album studio
- 2010 : Tear the World Down (Universal Republic Records)

### Singles
- 2010 : Bury Me Alive (issu de l'album Tear the World Down)